# Heeresgruppe Don
Heeresgruppe Don was een legergroep van het Duitse leger tijdens de Tweede Wereldoorlog. Deze Heeresgruppe werd opgericht op 21 november 1942 en werd op 12 februari 1943 hernoemd in Heeresgruppe Süd.

## Geschiedenis
Het leger van de Sovjet-Unie lanceerde op 19 november Operatie Uranus waardoor het Duitse 6e leger en een deel van het 4e pantserleger bij Stalingrad werden ingesloten. Op 21 november 1942 werd Heeresgruppe Don opgericht dat tot taak had het ontzetten van de ingesloten troepen bij Stalingrad en het heroveren van het verloren gebied op de Sovjets. Voor die taak kreeg Heeresgruppe Don vier legers van Heeresgruppe B en werd zij in de grote bocht van de rivier Don geplaatst tussen Heeresgruppe A en Heeresgruppe B in. Op 12 december begon Operatie Wintergewitter, de ontzettingspoging, maar deze operatie moest op kerstavond afgebroken worden vanwege te weinig stootkracht. Op 12 februari werd het hernoemd in Heeresgruppe Süd.

## Commando[1][2][3]
| Rang                 | Naam               | Begin            | Eind             | Opmerking                    |
| -------------------- | ------------------ | ---------------- | ---------------- | ---------------------------- |
| Generalfeldmarschall | Erich von Manstein | 21 november 1942 | 12 februari 1943 |                              |
|                      |                    | 12 februari 1943 |                  | Hernoemd in Heeresgruppe Süd |

### Stafchef[1][4]
| Rang         | Naam             | Begin            | Eind             | Opmerking |
| ------------ | ---------------- | ---------------- | ---------------- | --------- |
| Generalmajor | Friedrich Schulz | 27 november 1942 | 14 februari 1943 |           |

## Eenheden
| Periode       | Eenheden                                                                                               |
| December 1942 | Armee-Abteilung Hollidt, Roemeense 3e Leger, 6. Armee, 4. Panzerarmee                                  |
| Februari 1943 | Armee-Abteilung Hollidt, Roemeense 3e Leger, 6. Armee (tot 2 februari), 4. Panzerarmee, 1. Panzerarmee |

## Veldslagen
- Operatie Wintergewitter